# Les Baisers (Debussy)
Pour l’article homonyme, voir Les Baisers.
Les Baisers est une mélodie de Claude Debussy composée en 1881.

## Composition
Les Baisers est une mélodie composée au début de l'année 1881 par Claude Debussy, sur un poème de Théodore de Banville, extrait de son recueil Améthystes. L'œuvre est dédiée à Marie Vasnier, avec la citation : « À Mme Vanier, la dernière mélodie que je pourrai bien faire, l'auteur Ach. Debussy »,.